# Hygenův honič
Hygenův honič (anglicky Hygen hound, norsky: Hygenhund) je norské psí plemeno vyšlechtěné především pro lov zajíců. Dnes neznámé plemeno.

## Historie
Hygenův honič byl vyšlechtěn v roce 1830 v Norsku panem Hygenem, po kterém je toto plemeno současně i pojmenováno. Hygen byl ve své době velmi známý šlechtitel a cvičitel psů a první jedinci jeho nového plemene měli velký úspěch pro lov zajíců. Podle záznamů o chovu, které si pan Hygen vedl, jsou jeho předci holštýnští brakýři a jiní skandinávští psi s hladkou srstí. O několik let později již ale nebyl lov zajíců v módě, a pokud už ho nikdo provozoval, vybral si jiné plemeno. I proto zažil Hygenův honič úpadek na celém světě. Pro společenské účely se nehodí ani dnes.
V Norsku není toto plemeno moc často vidět, zde se chovají hlavně špicové s hustou a huňatou srstí a Hygenovi honiči nejsou na velmi studené podmínky tak dobře stavěni jako oni.
2015: V České republice se zatím nenachází jediná chovatelská stanice či jen jedinec tohoto plemene. Podobně jsem na tom i naši sousedi, snad kromě Německa. Oficiální užívaná zkratka v Česku je HYH. Neexistuje zde ani žádný klub, který by toto plemeno zastřešoval. Nejrozšířenější je ve Švédsku a Anglii.

## Povaha
Je to velmi aktivní a bystrý pes, avšak ani ve štěněcím období si nikdy moc nebude hrát, je velice vážný. Je inteligentní a vše se dokáže rychle naučit, ale je i sebevědomý a tvrdohlavý, proto je nutné mít při výcviku pevnou ruku. Osvědčí se i jako skvělý hlídač s vysokým hlasem. Je dominantní, temperamentní a hrdý. Pro lov zajíců se hodí pro svoji mrštnost, ochotu k práci a hlavně schopnost samostatně uvažovat a pracovat. Je loajální a časem ke svému pánovi přilne natolik, že jen velmi těžko snáší nového.
Nehodí se k dětem, nejen kvůli své dominanci, ale i proto, že je pověstný tím, že pokud se mu něco nelíbí, je schopný kousnout i svého pána. Zacházet se s ním musí šetrně, ale přesto tak, aby věděl, kdo je tady „šéf“. Od malých dětí jej držte dále a i ty starší poučte, co se psem smí a nesmí dělat.
Má sklony pronásledovat rychle se pohybující předměty, nevyjímaje cyklisty nebo zvěř. Pokud před ním ale zvířata neutíkají, nemá s nimi problém a většinou je ignoruje.
Na cizí návštěvu upozorňuje štěkotem a pokud majitel není v dohlednu a k „cizincům“ se nijak nehlásí, je ochotný je i napadnout z důvodu ohrožení majetku.

## Péče
Srst Hygenova honiče je přiléhavá, krátká a na dotek hrubá. Nepotřebuje speciální péči a ani moc nelíná. Stačí ji 1× za týden pročesat hřebenem. Příliš častému mytí šamponem je dobré se obloukem vyhnout, mohlo by to poškodit strukturu srsti a narušit jak ji, tak kůži pod ní. Slepenou srst je nutno odstřihávat.
Výcvik i výchovu musí vést člověk, který má se psy již nějaké zkušenosti a je neoblomný v tom, co chce. Musí psa vést tvrdou rukou, ale zároveň ho příliš netrestat – mohlo by se to vymstít krutým pokousáním. Výcvik je naprostou nutností; pes se bez něj může stát velmi nepředvídatelný nebo dokonce agresivní.
Není vhodným společníkem „na doma“ právě pro svoji hyperaktivitu a potřebu neustále něco dělat. Vyžaduje trvalou zátěž a hodně pohybu, nejvhodnější je pro něj lov, stopování, ale i plavání nebo sportovní kynologie. Je pro něj vhodný veškerý pohyb, stejně tak psí sporty.